# Charlie Baker
Charles Duane Baker IV, detto Charlie (Elmira, 13 novembre 1956), è un politico statunitense, governatore del Massachusetts dal 2015 al 2023.

## Biografia
Charlie Baker nasce a Elmira, nello stato di New York. Ha origini inglesi e i suoi genitori, Charles Baker e Alice Ghormley, erano rispettivamente un acquirente presso la Westinghouse Electric Corporation e una casalinga. Il padre era un repubblicano conservatore, mentre la madre una democratica liberale ed erano spesso in conflitto su temi politici. Nel 1969 la famiglia si trasferisce a Washington, dove il padre viene nominato vice-sottosegretario del Dipartimento dei trasporti durante l'amministrazione Nixon e l'anno successivo è diventato segretario per la politica e gli affari internazionali, per poi servire anche come sottosegretario al Dipartimento della salute e dei servizi umani durante l'amministrazione Reagan. 
Nel 1971 la famiglia tornò a Needham, dove Baker ha frequentato la Needham High School. Frequenta poi il college di Harvard, per poi studiare alla Kellogg School della Northwestern University of Management, dove ha conseguito un MBA. Dopo la laurea, Baker ha servito come direttore della comunicazione aziendale per l'Alto Consiglio della tecnologia del Massachusetts.
Dopo essersi candidato nel 2010 alla carica di governatore del Massachusetts e aver perso contro il governatore in carica Deval Patrick, si ricandida nel 2014, riuscendo infine ad essere eletto. Verrà poi riconfermato per un secondo mandato nel 2018 con il 66% dei voti.
Ideologicamente, Baker è considerato un repubblicano molto moderato.
Adesso Baker è direttore dell'NCAA.